# Halcon M-1943
Halcón M-1943, Halcón M/943 (укр.  — «сокіл») — аргентинський пістолет-кулемет під набій  9×19 мм Парабелум (армійський варіант) та .45 ACP (варіант для поліції). За основними характеристиками та якістю можна порівняти з північноамериканським «Томпсоном». Є одним із перших аргентинських серійних пістолетів-кулеметів.

## Історія
У Аргентині, що на початку 20 століття входила до першої десятки найрозвиненіших країн світу, розвиток промисловості відбувався нерівномірно. Так, якщо м'ясопереробні підприємства та зерносховища відповідали світовому рівню, то машинобудування було далеко позаду. Дещо краще становище було у військовій галузі. Місцевими підприємствами вироблялися гвинтівки (як німецької розробки — M/1891, M/1909; і місцевої — Chiesanova), карабіни, кулемети (Прадо і Фіттіпальді), патрони та ін. На початку 1930-х Хуаном Ленаром (ісп. Juan Lehnar) був розроблений перший аргентинський пістолет-кулемет, який отримав назву на честь винахідника. Однак у серію Lehnar не пішов.
У цей період навіть найбільш консервативні військові кола дійшли переконання, що майбутнє за автоматичною зброєю. Аргентині, яка зайняла нейтральну позицію у Другій світовій війні, і претендувала на роль регіонального лідера, США відмовили в постачанні озброєння з ленд-лізу. Це разом із загрозою іноземного вторгнення змусило місцевий уряд звернути увагу на розвиток військової промисловості. Вперше в країні почалося виробництво двигунів, танків та іншої військової техніки та спорядження.
Для озброєння особового складу було обрано пістолет-кулемет. Насамперед, через простоту застосування, малогабаритні розміри, а головне — дешевизну виготовлення та відпрацьовану схему виробництва, що для країни, що сильно залежала від імпортних поставок комплектуючих, багато означало.
До 1943 столична збройова фірма «Фабрика де Армас Алькон» сконструювала і пустила в серійне виробництво пістолет-кулемет Halcón M-1943, який у тому ж році був прийнятий на озброєння поліції та армії країни. Крім того, «Алькон» M/943 використовувався в структурах, що займалися охороною кордонів — жандармерії та берегової охорони.

## Конструкція
Слід зазначити, що, на відміну від більшості європейських пістолетів-кулеметів, розрахованих під класичний пістолетний патрон 9×19 мм Парабеллум, Halcón M-1943 був великокаліберним. Застосування набою .45 ACP робило його схожим на північноамериканські зразки. У 1946 році була розроблена модифікація Halcón M-1946 (M/946), що відрізнялася меншою довжиною ствола та металевим складним прикладом. M/946 було прийнято на озброєння військово-повітряних сил Аргентини.

## Оцінка проєкту
Як базова модель, так і її подальша модифікація M/946, були дуже типовими для тих років та регіону створення. Незважаючи на порівняно велику вагу та загальну громіздкість зброї, Halcón M-1943 користувався досить великою популярністю. Насамперед, це було пов'язано з простотою конструкції та дешевизною виготовлення, надійністю та легкістю в експлуатації, що дозволило залишатися йому на озброєнні близько 20 років.